# ТЕС Фарша 1, 2
12°8′7.1″ пн. ш. 14°59′46.0″ сх. д. / 12.135306° пн. ш. 14.996111° сх. д.
ТЕС Фарша 1, 2 (Farcha 1, 2) — теплова електростанція в Чаді, розташована на правобережжі річки Шарі на західній околиці міста Нджамена. Станом на середину 2010-х найпотужніша електростанція в країні (без урахування ТЕС Коме 5, яка працює не на загальні мережі, а для потреб нафтопромислів).
Першу чергу станції у складі трьох дизель-генераторів Wartsila 18V32 загальною потужністю 22 МВт ввели в експлуатацію у 2008 році.
В 2012-му запустили більш потужну — 60 МВт — другу чергу, яка складалась із 7 генераторів тієї ж фінської компанії Wartsila типу W20V32.
Видача продукції відбувається через підстанцію 15/90 кВ.